# Рафаель Двамена
Рафаель Вані Двамена (англ. Raphael Vani Dwamena, нар. 12 вересня 1995, Кваху-Тафо, Східний регіон, Гана — 11 листопада 2023, Кавая, Албанія) — ганський футболіст, що грав на позиції нападника.

## Клубна кар'єра
Двамена народився в 1995 році в селі Кваху-Тафо поблизу міста Нкавкав у гані і почав грати у футбол в академії «Ред Булл Гана». У січні 2014 року він переїхав до Австрії у материнську команду до «Ред Булл» (Зальцбург). 18 липня 2014 року він дебютував на професійному рівні за фарм-клуб зальцбуржців «Ліферінг» проти «Гартберга» в другому дивізіоні країни. З сезону 2015/16 став основним гравцем. 18 вересня, у свій п'ятий старт поспіль, Двамена забив свій перший професійний гол. Він забив у перемозі 4–1 проти «Аустрії» (Клагенфурт).

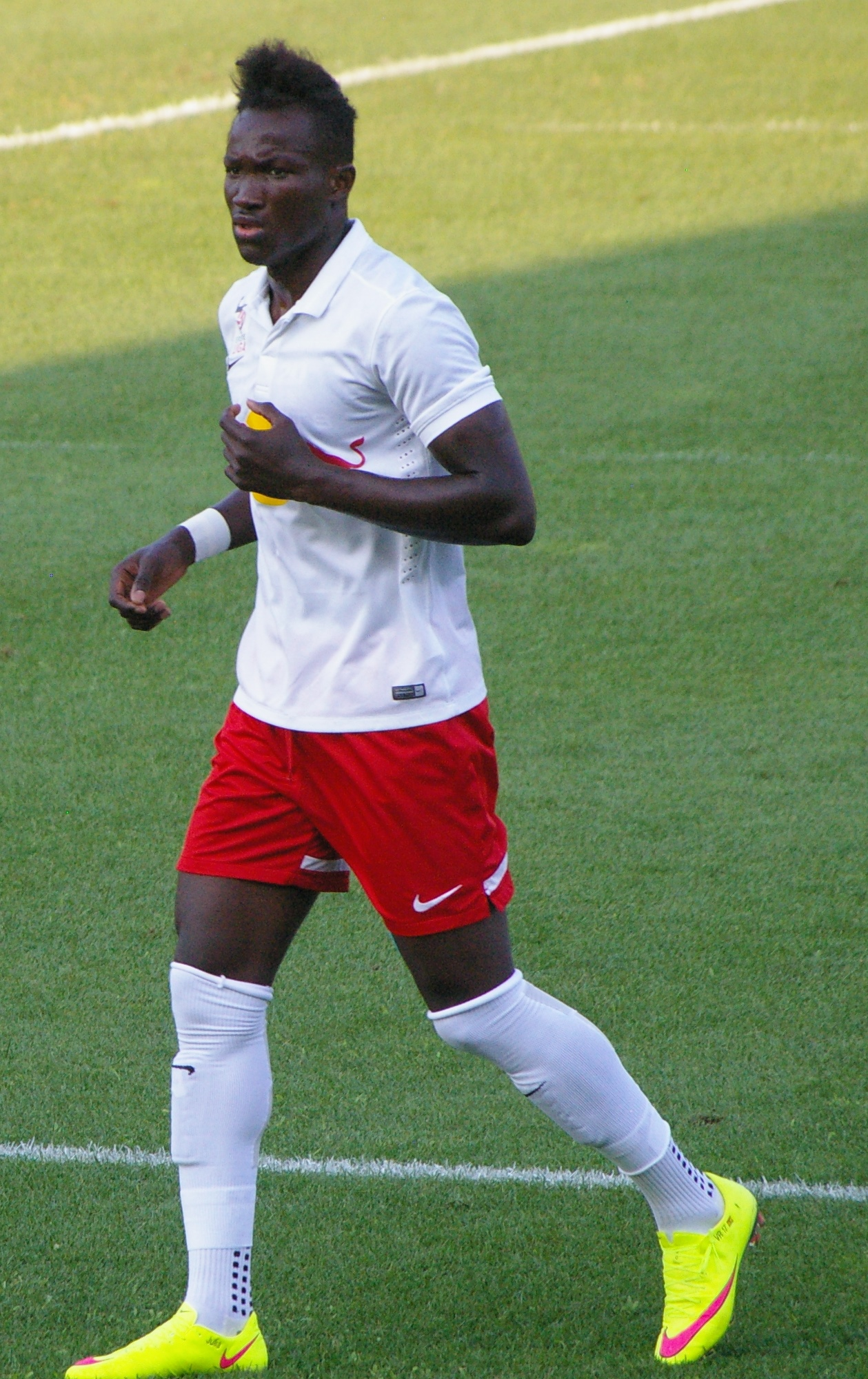
Рафаель Двамена під час виступів за «Ліферінг». 2015 рік.

У сезоні 2016/17 виступав за іншу команду другого дивізіону, «Аустрію» (Лустенау), де забив 18 голів у 20 іграх.
У січні 2017 року перейшов до швейцарського клубу другого дивізіону «Цюрих», з яким підписав контракт до червня 2020 року. Він миттєво вплинув на свій новий клуб, забивши 12 голів у 18 матчах до кінця сезону, допомігши «Цюриху» виграти швейцарську Челлендж-лігу 2016/17 і отримати підвищення до Суперліги. У своєму дебюті в швейцарському вищому дивізіоні Двамена забив два голи у ворота «Грассгоппера».
21 серпня 2017 року було підтверджено, що Двамена перейде в англійський «Брайтон енд Гоув Альбіон». Однак 25 серпня 2017 року було оголошено, що Двамена не пройшов медичне обстеження через проблеми із серцем і тому не переїде до Англії.
У серпні 2018 року ганець переїхав до Іспанії в «Леванте», де уклав контракт до червня 2022 року. У своєму першому сезоні у Валенсії він зіграв дванадцять разів у Прімері, але основним гравцем так і не став. Тому на сезон 2019/20 нападник був відданий в оренду клубу другого дивізіону «Реал Сарагоса». Однак там через проблеми з серцем він пропустив значну частину ігрового часу, тож провів загалом дев'ять матчів за «Сарагосу» в Сегунді. У жовтні 2019 року, після того як були проведені нові обстеження його серця, лікарі рекомендували йому негайно припинити кар'єру та завершити кар'єру. Але футболіст повернувся з імплантованим кардіовертер-дефібрилятором у січні 2020 року.
Після закінчення оренди Двамена покинув «Леванте» і на сезон 2020/21 перебрався до данського «Вейле». Він провів п'ять матчів за данців у Суперлізі, перш ніж у нього знову виникли проблеми з серцем. 26 жовтня 2020 року Вейле підтвердив, що Двамена не може грати певний період через хворобу серця. У листопаді його контракт був розірваний у лютому 2021 року.
Після півроку без клубу Двамена повернувся до Австрії на сезон 2021/22, де приєднався до клубу другого дивізіону «Блау-Вайс» (Лінц), з яким підписав контракт до червня 2023 року. 28 жовтня 2021 року Двамена впав на поле під час гри Кубка Австрії проти «Гартберга», а гру було припинено. Він одужав у лікарні, але кар'єра футболіста в Австрії закінчилася. Після останніх проблем із серцем його виключили зі складу в грудні 2021 року з міркувань безпеки.
У серпні 2022 року Двамена повернувся до Швейцарії та перейшов до клубу п'ятого дивізіону «Олд Бойз», де грав до кінця року.
У січні 2023 року Двамена переїхав до Албанії у клуб «Егнатія» з Суперліги. У сезоні 2022/23 він забив за клуб одинадцять голів, що вивело його на четверте місце в списку бомбардирів, а його клуб на третє місце в таблиці. У сезоні 2023/24 ганець був призначений капітаном команди. 13 липня 2023 року Двамена забив свої перші два голи в європейських змаганнях, зробивши дубль в матчі Ліги конференцій з «Арарат-Вірменією» (4:4). На момент смерті Рафаель був найкращим бомбардиром із дев'ятьма голами після дванадцяти ігор, а його клуб був першим у таблиці.
11 листопада 2023 року Двамена впав на поле під час матчу чемпіонату проти «Партизані». Його смерть констатували в лікарні найближчого великого міста Кавая. Пізніше його кардіолог повідомив, що рік тому він вирішив видалити свій кардіостимулятор.

## Виступи за збірні
У грудні 2016 року Двамена вперше був викликаний на збори збірної Гани.
11 червня 2017 року дебютував у національній збірній, вийшовши в стартовому складі у відбірковому матчі Кубка африканських націй проти Ефіопії (5:0) і забив два голи. За свою кар'єру він провів дев'ять міжнародних матчів, останній — 8 вересня 2018 року в тому ж кваліфікаційному матчі проти Кенії (1:0).

## Статистика виступів

### Статистика клубних виступів
| Сезон                | Команда              | Чемпіонат            | Чемпіонат | Чемпіонат | Національний кубок | Національний кубок | Національний кубок | Континентальні кубки | Континентальні кубки | Континентальні кубки | Інші змагання | Інші змагання | Інші змагання | Усього | Усього |
| Сезон                | Команда              | Ліга                 | Ігор      | Голів     | Ліга               | Ігор               | Голів              | Ліга                 | Ігор                 | Голів                | Ліга          | Ігор          | Голів         | Ігор   | Голів  |
| -------------------- | -------------------- | -------------------- | --------- | --------- | ------------------ | ------------------ | ------------------ | -------------------- | -------------------- | -------------------- | ------------- | ------------- | ------------- | ------ | ------ |
| 2014–15              | «Ліферінг»           | 1Л (ІІ)              | 2         | 0         | -                  | -                  | -                  | -                    | -                    | -                    | -             | -             | -             | 2      | 0      |
| 2015–16              | «Ліферінг»           | 1Л (ІІ)              | 25        | 6         | -                  | -                  | -                  | -                    | -                    | -                    | -             | -             | -             | 25     | 6      |
| Усього за «Ліферінг» | Усього за «Ліферінг» | Усього за «Ліферінг» | 27        | 6         |                    | -                  | -                  |                      | -                    | -                    |               | -             | -             | 27     | 6      |
| 2016-січ. 2017       | «Аустрія» (Лустенау) | 1Л (ІІ)              | 20        | 18        | КА                 | 2                  | 3                  | -                    | -                    | -                    | -             | -             | -             | 22     | 21     |
| січ.-черв. 2017      | «Цюрих»              | ЧЛ (ІІ)              | 18        | 12        | КШ                 | 1                  | 0                  | -                    | -                    | -                    | -             | -             | -             | 19     | 12     |
| 2017–18              | «Цюрих»              | СЛ                   | 32        | 9         | КШ                 | 4                  | 4                  | -                    | -                    | -                    | -             | -             | -             | 36     | 13     |
| серп. 2018           | «Цюрих»              | СЛ                   | 1         | 0         | КШ                 | 0                  | 0                  | ЛЄ                   | -                    | -                    | -             | -             | -             | 1      | 0      |
| Усього за «Цюрих»    | Усього за «Цюрих»    | Усього за «Цюрих»    | 51        | 21        |                    | 5                  | 4                  |                      | -                    | -                    |               | -             | -             | 56     | 25     |
| 2018–19              | «Леванте»            | ПД                   | 12        | 0         | КІ                 | 3                  | 1                  | -                    | -                    | -                    | -             | -             | -             | 15     | 1      |
| 2019–20              | «Реал Сарагоса»      | СД                   | 9         | 2         | КІ                 | 0                  | 0                  | -                    | -                    | -                    | -             | -             | -             | 9      | 2      |
| 2020–21              | «Вайле»              | СЛ                   | 5         | 2         | КД                 | 1                  | 0                  | -                    | -                    | -                    | -             | -             | -             | 6      | 2      |
| 2021–22              | «Блау-Вайс» (Лінц)   | 2Л (ІІ)              | 3         | 0         | КА                 | 0                  | 0                  | -                    | -                    | -                    | -             | -             | -             | 3      | 0      |
| 2022-січ. 2023       | «Олд Бойз»           | 2МЛ (V)              | 11        | 8         | -                  | -                  | -                  | -                    | -                    | -                    | -             | -             | -             | 11     | 8      |
| січ.-черв. 2023      | «Егнатія»            | СЛ                   | 18        | 11        | КА                 | 6                  | 1                  | -                    | -                    | -                    | -             | -             | -             | 24     | 12     |
| 2023–24              | «Егнатія»            | СЛ                   | 0         | 0         | КА                 | 0                  | 0                  | ЛК                   | 2                    | 3                    | -             | -             | -             | 2      | 3      |
| Усього за «Егнатію»  | Усього за «Егнатію»  | Усього за «Егнатію»  | 18        | 11        |                    | 6                  | 1                  |                      | 2                    | 3                    |               | -             | -             | 26     | 15     |
| Усього за кар'єру    | Усього за кар'єру    | Усього за кар'єру    | 156       | 68        |                    | 17                 | 9                  |                      | 2                    | 3                    |               | -             | -             | 175    | 80     |

### Статистика виступів за збірну
| Дата       | Місто                      | Господарі         | Результат | Гості   | Турнір                                  | Голи | Примітки |
| ---------- | -------------------------- | ----------------- | --------- | ------- | --------------------------------------- | ---- | -------- |
| 11-6-2017  | Кумасі                     | Гана              | 5 – 0     | Ефіопія | Відбір до Кубка африканських націй 2019 | 2    |          |
| 29-6-2017  | Х'юстон                    | Мексика           | 1 – 0     | Гана    | товариський матч                        | -    | 85'      |
| 1-7-2017   | Іст-Гартфорд (Коннектикут) | США               | 2 – 1     | Гана    | товариський матч                        | -    | 66'      |
| 7-10-2017  | Кампала                    | Уганда            | 0 – 0     | Гана    | Відбір до ЧС 2018                       | -    | 56'      |
| 10-10-2017 | Джидда                     | Саудівська Аравія | 0 – 3     | Гана    | товариський матч                        | -    |          |
| 12-11-2017 | Кумасі                     | Гана              | 1 – 1     | Єгипет  | Відбір до ЧС 2018                       | -    | 74'      |
| 30-5-2018  | Йокогама                   | Японія            | 0 – 2     | Гана    | товариський матч                        | -    | 64'      |
| 7-6-2018   | Рейк'явік                  | Ісландія          | 2 – 2     | Гана    | товариський матч                        | -    | 46'      |
| 8-9-2018   | Найробі                    | Кенія             | 1 – 0     | Гана    | Відбір до Кубка африканських націй 2019 | -    | 46'      |
| Усього     |                            | Матчів            | 9         |         | Голів                                   | 2    |          |

## Титули і досягнення
- Володар Кубка Швейцарії (1):

«Цюрих»: 2017/18
- Володар Кубка Албанії (1):

«Егнатія»: 2022/23